# ピーター・ティール
ピーター・アンドレアス・ティール（Peter Andreas Thiel、1967年10月11日 - ）は、アメリカ合衆国の起業家、投資家。PayPal、OpenAI、Palantir共同創業者。ドナルド・トランプ元政策顧問。保守系動画サイトRumble支援者。ビルダーバーグ会議運営委員メンバー。Palantir取締役。自由至上主義哲学者。
「ペイパルマフィア」の中では「ドン」と呼ばれ、Paypal時代からの友人であるイーロン・マスクとは過去関係が深かった。
「影の米大統領」とも呼ばれることがある。
Facebook（現・Meta）の最初期投資家でもあるが、2022年5月に取締役を辞任した後、CEOのマーク・ザッカーバーグを敵対者リストに加えた政治家候補を支援している。

## 概要
西ドイツのフランクフルトに生まれる。1歳のときに家族とともにアメリカに移住。その後の少年時代には、南アフリカと南西アフリカ（現在のナミビア）で過ごしていたこともある。1977年にアメリカに戻り中高生時代を過ごしたあと、スタンフォード大学で哲学を学び、1989年に学士の学位を取得。
その後スタンフォード・ロー・スクールに進学し、1992年に法務博士の学位を取得する。卒業後、合衆国控訴裁判所で法務事務官、ニューヨークの法律事務所サリヴァン&クロムウェルで証券弁護士、元教育長官ウィリアム・ジョン・ベネットのスピーチライター、クレディ・スイスで通貨オプショントレーダーとして働く。
1996年、ティール・キャピタル・マネジメントを設立。1998年にはコンフィニティ（後のPayPal）を共同設立し、2002年に15億ドルでeBayに売却するまで最高経営責任者を務めた。
eBayがPayPalを買収した後、ヘッジファンドのクラリウム・キャピタル（Clarium Capital）を設立。
2004年、データ分析ソフトウェア企業パランティア（Palantir）を立ち上げ、現在までその会長を務める。同年、Facebook初の外部投資家になった。2012年に保有する株式の大半を売却した後も、同社の取締役として名を連ねていたが、2022年5月に辞任。
複数のベンチャーキャピタルも立ち上げており、2005年にはPayPalの創業メンバーだったケン・ハウェリー、ルーク・ノゼックとファウンダーズ・ファンド（Founders Fund）を、2010年にはバラー・ベンチャーズ（Valar Ventures）を、2012年にはミスリル・キャピタルを共同設立している。バラー・ベンチャーズでは会長を務め、ミスリル・キャピタルでは、投資委員会委員長を務めている。また、2015年からYコンビネータのパートナーとして勤務している。
慈善活動や政治的活動にも携わっており、ティール財団（Thiel Foundation）を通じて、ブレイクアウト・ラボ（Breakout Labs）とティール・フェローシップ（Thiel Fellowship）を運営し、エリーザー・ユドコウスキーが創設したMIRI（Machine Intelligence Research Institute）、寿命の延長や老化防止を目的とするメトセラ財団やSENS研究財団、洋上国家建設を構想するシーステディング研究所、およびその他の投機的な研究をサポートしている。
政治的にはリバタリアンとして知られ、スタンフォード大学時代にリバタリアニズムを主張する学生新聞『スタンフォード・レビュー（The Stanford Review）』を創刊したこともある。『ゴーカー』によるハルク・ホーガンのゴシップ記事を巡る裁判では、ホーガンに資金援助を行った。
2016年の米大統領選でいち早くドナルド・トランプを支持し、2016年11月には、政権移行チームのメンバーとなった。トランプの大統領退任後も、「MAGA」と呼ばれる運動に共鳴し、2022年の中間選挙では、トランプ派の共和党議員候補者に巨額献金を行っている。しかし、2023年4月28日、トランプに不満があるとして共和党への直接的な支援は撤回した。

## 経歴

### 生い立ち
西ドイツのフランクフルト・アム・マインで、父クラウスと母スザンヌとの間に生まれる。1歳の時に、家族とともにアメリカのオハイオ州クリーブランドに移住。クラウスは化学技術者として勤務した後、複数の鉱山会社で勤務したが、それに伴う転勤の為、ピーターは7度にわたる転校を余儀なくされる。ピーターとその家族は、南アフリカやその委任統治領である南西アフリカ（現ナミビア）で暮らした後、1977年にカリフォルニア州サンマテオ郡フォスターシティに定住する。
少年時はチェスに熱中し、6歳でプレーを始め、1980年には13歳未満のアメリカ人チェス選手の7位にランクインした。ゲームでは、他にも「ダンジョンズ&ドラゴンズ」をプレイした。また、サイエンス・フィクションを愛読する。好きな作家はアイザック・アシモフとロバート・A・ハインラインだった。J・R・R・トールキン作品のファンでもあり、『指輪物語』は10回以上読んだという。

### 教育
数学に秀でており、中学ではカリフォルニア州全域の数学テストで1位を獲得したこともある。高校でも優秀な成績を収め、卒業式では総代を務めた。政治的傾向はすでに保守的で、当時のロナルド・レーガン政権の楽観主義と反共主義を支持していた。
高校卒業後、スタンフォード大学で哲学を学ぶ。中でもルネ・ジラールのミメーシス理論に大きな影響を受け、「人間の欲望は他者の欲望を模倣（ミメーシス）するという性格を持っており、こうした模倣は無意味な競争を引き起こす。また、競争はいったんそれ自体が目的となると進歩を抑制してしまう」と言うジラールの考えを、自身のビジネスと私生活に応用している。「競争すること自体に気を取られてしまう結果、我々は、世界で重要な、超越的な、あるいは本当に意味のあるものを見失ってしまう。」とティールは述べている。
ティール在学時のスタンフォード大学では、アイデンティティ政治とポリティカル・コレクトネスに関する議論が活発で、「西洋文化」プログラムは、過度に西洋中心主義的であるとの批判を受けて、多様性と多文化主義を押し進める「文化・思想・価値」コースに取って代えられた。この取り組みは、キャンパス内での論争を引き起こし、アイン・ランドの作品を愛読するなど、保守的でリバタリアン的な思想を強めていたティールが、保守系の学生新聞『スタンフォード・レビュー』を創刊するきっかけとなった。
1989年、学士号を取得してスタンフォード大学を卒業。その後スタンフォード・ロー・スクールに進学し、1992年に法務博士号を取得した。

### 初期の職歴
スタンフォード・ロー・スクール卒業後、ジェームス・ラリー・エドモンソン判事のもと、合衆国控訴裁判所第11巡回区で法務事務官として1年間務めた後、合衆国最高裁判所の法務事務官となるため、アントニン・スカリアとアンソニー・ケネディの面接を受けたが、採用とはならなかった。その後、ニューヨークに移り、法律事務所サリヴァン&クロムウェルの証券弁護士として働くが、仕事に超越的な価値を見出せないとして7ヶ月で離職。その後、クレディ・スイスの通貨オプショントレーダーとして働く傍ら、元教育長官ウィリアム・ベネットのスピーチ・ライターを務めた。
1996年にベイエリアに戻り、インターネットとパーソナルコンピュータが目覚しい勢いで発展し、経済を変化させていることに気付く。そして、友人や家族から100万ドルの資金を調達し、ティール・キャピタル・マネジメントを設立。ベンチャーキャピタリストとしてのキャリアをスタートさせた。友人ルーク・ノゼックのプロジェクトに10万ドルの投資をしたが失敗。挫折を経験する。しかし1998年、そのノゼックの友人である、マックス・レヴチンと共に、コンフィニティ（Confinity）を創業したことが、キャリアを好転させるきっかけとなる。

### PayPal
1999年、コンフィニティが電子決済サービスPayPalを立ち上げる。その後、PayPalは、イーロン・マスクの金融サービス会社であるX.comとの合併や、モバイル商取引を専門とするPixoとの合併を通じて成長を続けた。2001年までに、650万人以上の顧客にサービスを提供し、そのサービスを26か国の消費者と企業に拡大、2002年2月には新規株式公開（IPO）を行い、同年10月、eBayに15億ドルで買収された。ティールが保有していた3.7%の株式は、買収時に5500万ドルの価値となった。

### Clarium Capital
Paypal売却で得た収益から1000万ドルを使用して、グローバルマクロヘッジファンドであるクラリウムキャピタルマネジメントを設立。ティールは「クラリウムで私たちが持っていた大きなマクロ経済的アイデアは、石油資源が世界的になくなりつつあり簡単な代替案はないというのがピークオイル理論の定着観念である」と述べた。
2003年には、アメリカ合衆国ドルが下落するという予測で成果を上げ、2004年には、インターネット・バブルが事実上金融セクターの成長するバブルに移行し、ゼネラル・エレクトリックとウォルマートが脆弱であると特定したと語った。2005年には、ドルが回復すると予測し、57.1%の収益を上げた。
しかし、2006年に7.8%の損失で足踏み。この間、石油ドル分析から、石油供給の差し迫った減少と持続不可能な米国の住宅市場バブルの成長を予測し、長期的に利益を得ようとした。クラリウムの資産運用は2007年に40.3%の収益を達成した後、2008年までに70億ドルを超えるまで増加したが、金融市場が2009年の初めに崩壊したため減少した。2011年までに経済の回復を見逃した後、多くの主要な投資家が撤退し、クラリウムの資産はティールが投資した金額の1/3ほどである、3億5000万ドルと評価された。

### Palantir
2003年5月、アレックス・カープと共に、パランティーア(水晶玉)にちなんで名付けられた、ビッグデータ分析会社Palantir Technologies Inc.を創立し、2020年現在も会長を務めている。同社のアイデアは、「PayPalが詐欺と戦うために使用していたアプローチは、テロとの闘いのような他の状況にも適応できる」という認識に基づいていると述べ、9.11アメリカ同時多発テロ事件を受けた米国での議論において、「プライバシーを減らしてセキュリティを強化するか、プライバシーを増やしてセキュリティを低下させるか」と述べた。Palantir社では、政府の諜報機関へ「追跡可能でありながら干渉度の最も低いデータマイニングサービス」を提供することを目標とした。パランティアが提供しているソフトは、「ダイナミックオントロジー」という技術を使用したデータマイニングそのものである。
最初の支援者は、中央情報局（CIA）のベンチャーキャピタルであるIn-Q-Tel。その後、着実に成長し、2015年には200億ドルと評価された。ティールは筆頭株主だった。
同社のデータマイニング技術は、CIAや国家安全保障局(NSA)、国防情報局(DIA)といった政府情報機関で活用されている。2010年以降は、金融大手のJPモルガンや、航空機開発大手のエアバス、英国石油大手のBPとも契約した。
2019年から2020年にかけて、日本のヤマトHDや、富士通、損保HDなどと提携をし、日本のDXを改善させるために、戦略的提携を行っている。その他、日本政府(防衛省、金融庁)とも、政策判断AIの開発で協議中である。
2021年2月、IBMと協業することを発表。Palantir FoundryをIBM Cloud上で利活用できるようにする。また、IBMのAIプロダクトである、IBM Watsonとも連携して利用できるようになる。
イギリスでは、政府が新型コロナウイルスパンデミック(COVID-19)の感染拡大追跡や、監視カメラの分析に、Palantirの技術を使用している。また、COVID-19関連では、神奈川県がPalantirの分析ツールを使用して、感染拡大の追跡をしている。
2022年、ロシアによるウクライナ侵攻を受け、Maxar社の衛星画像や無人機のデータを分析する目的で、ウクライナ軍と技術供与を検討中である。PalantirのGothamと呼ばれる製品は、衛星写真だけでなく合成開口レーダーやミサイルの発射を検知する赤外線イメージャ等のデータを統合して分析することができる。
米国防総省は、Palantirとマイクロソフトのクラウド技術を活用し、陸海空宇宙、全ての区域の戦闘機やロボットを、このシステム上で管理する、「統合全領域指揮統制（JADC2）」と呼ばれるソフトウェア群を構築中である。これにより、F-35やXQ-58A、MQ-9などの空軍戦闘偵察機、B21等の無人爆撃機、陸軍の対空ミサイル防衛システム、ドローン検知システム、地上のロボット兵等すべての軍種のセンサーを1つのネットワークに接続し、AIを用いて敵国の行動予測、偵察活動の自動化や、戦闘地域からのリアルタイム情報伝達を可能にする。
2022年11月、ロッキード・マーティンと協業することを発表し、米海軍のシステム刷新に向けて作業を進める。
2022年6月、Google Cloudとの提携を共同発表。産業向けのPalantir Foundryという製品がGoogle Cloud上で提供可能となり、法人向けの在庫管理分析システムや資金洗浄検知システム、運輸販売サプライチェーン最適化、電力需要予測、サイバーセキュリティなどのサービスが高度化される。GCPのRecommendations AIやBigQuery，機械学習(TensorFlow)といったデータ分析プロダクトと連携する。
2022年12月21日、イギリス国防省は、Palantirのシステムをイギリス軍に導入する契約(7500万ポンド)を発表した。
2023年1月、マイクロソフトと提携し、Azure上でPalantir Foundryを提供できるようにしたことを発表した。Azure Data Lake, Azure Synapse Analyticsなどの法人向けデータ分析サービスと連携する。また、国防総省向けのAzure Governmentとも連携できるようにする。

### Facebook
2004年8月、Facebook（現・Meta）に、初期投資として50万ドルを出資し、取締役員となった。これは、同社への最初の外部投資であり、会社の評価額は490万ドルだった。取締役員として、経営には積極的に関与しなかったが、さまざまな資金調達のタイミングを計るのを手伝い、ザッカーバーグは、2008年の世界金融危機の前に終了した、同社の2007シリーズDのタイミングを計るのことに貢献した、とティールの功績を認めた。
デイビッド・カークパトリックの著書『Facebook Effect』によると、Facebook設立当時、Napsterの創設者の一人であり、Facebookの「取締役」とされていたショーン・パーカーが、LinkedInのCEOであるリード・ギャレット・ホフマンに投資を求めたが、ホフマンは利益相反の可能性から、投資家になることを拒否。代わりに、パーカーを、PayPal時代から交流のあるティールに紹介し、ティールは、パーカーとマーク・ザッカーバーグに会うこととなった。ザッカーバーグと意気投合したティールは、50万ドルのシードラウンド投資行うことに同意。投資は、転換社債型新株予約権付社債の形で行われ、2004年末までに、Facebookが150万人のユーザー数に達すれば、社債を株式に変換されるというものであった。結果、目標をわずかに下回ったものの、ティールは株式に変換することを許可した。ティールはこの投資について次のように述べている。
私は、彼らがオリジナルのビジョンを追求することに満足していました。そしてそれは非常に合理的な評価でした。私は、この投資がかなり安全なものになるだろうと思っていました。
2010年9月、ティールは、消費者インターネットセクターの成長の可能性について、懐疑的な見方を示しながら、他のインターネット企業と比較して、Facebook（流通市場の評価額が300億ドル）は比較的過小評価されていると主張。
Facebookの株式公開は2012年5月で、時価総額はほぼ1000億ドル（1株あたり38ドル）。その時点で、ティールは1680万株を6億3800万ドルで売却した。2012年8月、初期投資家のロックアウト期間が終了すると、残りの株式のほぼすべてを、1株あたり19.27ドルから20.69ドル、計3億9,580万ドルで売却。総額は10億ドルを超えた。売却後も、取締役には留まった。2016年に100万弱の株を約1億ドルで売却、さらに、2017年11月には、160,805株を2,900万ドルで売却し、保有株をFacebookの59,913クラスA株にした。2020年4月の時点で、1万株未満の株を所有していた。
2022年2月7日、年次株主総会において、取締役を退任する意向を表明し、5月に正式に退任した。

### Founders Fund
2005年、サンフランシスコを拠点とする、ベンチャーキャピタルファンドファウンダーズファンドを設立。基金のパートナーには、ショーン・パーカー、ケン・ハウリー、ルーク・ノセックなどがいる。
Facebookに加え、Airbnb, Slide.com, LinkedIn, Friendster, RapLeaf, Geni.com, Yammer, Yelp Inc., Spotify, Powerset, Practice Fusion, MetaMed, Vator, SpaceX, Palantir Technologies, IronPort, Votizen, Asana, Big Think, CapLinked, Quora, Nanotronics Imaging, Salesforce, TransferWise, Stripe, Block.one,, AltSchool. など、多数の新興企業（個人またはファウンダーズファンドを通じて）に初期段階の投資をおこなった。
2015年、カナダで医療用大麻とCBDの販売を手掛ける企業「Tilray」に、5000万ドル以上を出資した。
2017年、約1500 - 2000万ドル相当のビットコインを購入。2018年1月、投資家に対し、暗号通貨の急増により、保有額は数億ドルに相当すると語った。また、ティールは、プライバシーと監視のリスクについて懸念の発端となった顔認識技術のスタートアップである「Clearview AI」の最初の外部投資家の1人だった。
米国政府のサイバー防衛やサイバー攻撃の自動化を支援するツールを開発する、「Boldend」にも、2017年から出資していた。
国境警備監視システム、監視ドローン開発スタートアップの「Anduril」、英国の「Wejo」にも、ファンドを通して出資している。
2022年、ドイツでドローンを開発するスタートアップ「Quantum-Systems」に出資した。

### Valar Ventures
Andrew McCormackおよびJames Fitzgeraldと共同設立した、国際的なベンチャー企業であるValar Venturesを通じて、ニュージーランドに本社を置く、ソフトウェア会社Xeroの初期投資家となった他、同じくニュージーランドを本拠とする企業である、Pacific FiberとBooktrackにも投資した。

### Mithril Capital
2012年6月、ジム・オニールとアジャイ・ロヤンとともに、『ロード・オブ・ザ・リング』の架空の金属にちなんで名付けられた、ミスリル・キャピタル(Mithril Capital Management)を設立。クラリウムキャピタルとは異なり、スタートアップステージを完了しスケールアップの準備ができている企業をターゲットとしている。

### Y Combinator
2015年3月、10名のパートタイムパートナーの1人として、Y Combinatorに加わったが、2017年11月には、退社したことが報告された。ビジネス誌『Quartz』は、次のように述べている。
「ティールとYコンビネーターの分裂の詳細は不明なままであり、公表されていない変化も意見の相違を浮き彫りにしている。ティール氏はシリコンバレーで最も率直なトランプ支持者であり、... 社長のサム・アルトマンほかYCの首脳陣は、トランプによる脅威を訴えることに重きを置いていた。」

### Narya Capital
J・D・ヴァンス、ベンチャー・キャピタリストのマーク・アンドリーセン、Google元CEOのエリック・シュミットとともに共同設立した、アーリーステージ（初期段階）のテクノロジー関連企業への投資に注力するオハイオ州シンシナティを拠点とするベンチャーキャピタルファーム。2020年に設立された。単なる利益追求ではなく、科学と技術を通じて米国が直面する「解決必須の問題」に取り組む企業を支援することに重点を置いているという。投資対象は以下のとおりである。
- 高齢者向け医療保険の理解しやすさと活用性の向上
- 農業技術を活用した新鮮で健康的、かつ手頃な価格の食品供給
- 肥満、糖尿病、心血管疾患、がんなどの治療に向けた先進的な療法開発
- 保険（自動車や住宅）のコスト削減を可能にするテクノロジー
- 先端的なライフサイエンス企業の臨床前・臨床・製造能力の国内回帰
- 民主主義の柱を守る技術

これまでNaryaは、True Anomaly(防衛)、Chapter(保険DX)、AppHarvest(農業技術)、Rumble(動画プラットフォーム)、Atomic Industries(原子力)といった企業含む合計11社以上に投資している。J・D・ヴァンスは2022年に上院議員選挙で勝利した後、Naryaでの積極的な役割からは退いている。

## 慈善活動
慈善活動のほとんどを、ティール基金を通じて行っている。

### 研究

#### 人工知能
2006年、Singularity Challengeを支援するために、Friendly artificial intelligenceの開発を推進する非営利組織である「Singularity Institute for Artificial Intelligence（現在はMachine Intelligence Research Institute）」に、10万ドルのマッチングファンドを提供した。2007年の寄付活動に40万ドルのマッチングファンドの半分を提供し、2013年の時点で100万ドル以上を研究所に寄付した。さらに、研究所の諮問委員会に参加し、複数のシンギュラリティー・サミットで講演した。 
2009年のシンギュラリティー・サミットで、最大の懸念は、技術的特異点にすぐに到達できないことであると述べた。「シンギュラリティが来るかどうかは、正直微妙なところだ。我々がどれだけ努力できるかに掛かっている。」
2015年12月、汎用人工知能(AGI)の安全な開発を目的とした非営利企業のOpenAIはティールが財政支援者の1人であることを発表した。OpenAIの現CEOはサム・アルトマンであるが、彼はティールと知り合いである。
2014年初頭、後に4億ポンドでGoogleに買収されることになる英国の新興企業、DeepMindにも支援を行っていた。デミス・ハサビスから互いの趣味であるチェスに関しての話題を持ち掛けられ、AGIの話に感心し投資を決めたという。

#### 抗老化医学
2006年9月、非営利のメトセラ財団を通じて抗老化医学研究を促進するために350万ドルを寄付すると発表した。寄付の理由として「今世紀の発見の宝庫である生物科学の急速な進歩は、すべての人々の健康と寿命の劇的な改善を含みます。私はオーブリー・デ・グレイ博士を支持しています。老化研究への彼の革新的なアプローチはこのプロセスを加速し、今日生きている多くの人々が自分自身と彼らの愛する人のために革新的にに長く健康的な生活を楽しむことを可能にします。」 と述べている。2017年2月の時点で、財団に700万ドル以上を寄付した。
「まだ達成していない最も重要な成果は何ですか？」と言うベンチャーアルファウェスト2014カンファレンスのディスカッションパネルのモデレーターの質問に対し、アンチエイジング研究を進歩させたいと述べた。自身が法的に死亡した場合に低温保存の対象となる冷凍保存に登録しており、将来の医療技術によって蘇生されることを期待し、アルコー延命財団に入会している。

#### 海上都市(シーステッドユートピア)
2008年4月15日、「多様な社会的、政治的、法的システムでの実験と革新を可能にする永続的で自律的な海洋コミュニティを確立すること」を使命とするPatri Friedmanにより新設された非営利団体であるSeasteading Institute（英語版）に50万ドルを寄付した。研究所の会議の1つで、Seasteadingを「人間の自由のための新しい空間を作ると約束されている数少ない技術的フロンティアの1つである」と述べている。2011年にSeasteading Instituteに125万ドルを寄付したが、同年理事会を辞任した。2017年のニューヨークタイムズ紙のインタビューで、海上都市は「エンジニアリングの観点からは実現不可能」であり、「まだまだ遠い」と語った。

#### 新国家建設プロジェクト『プラクシス』
ティールは海上都市構想に関連して、Dryden Brownらが創設に関係する2019年以降に立ち上がったプロジェクトであるPraxis（英語版）構想に賛同すると共に、Pronomos Capitalを通じて資金提供をしている。
候補地として地中海沿岸や天然資源の価値を重視したグリーンランドが挙がっている。主権国家からの独立承認が必要となる法的課題がある。技術的観点ではブロックチェーンを活用した分散型通貨を採用し、税制や行政サービスをアルゴリズムで管理する計画である。また人工降雨技術や小型原子炉といった技術を導入する計画である。様式としてはモジュール式建築を採用し都市の拡張を可能にする。文化として「伝統的西洋の美意識」を強調する国家とする。政府の介入を最小限に抑えたネットワーク国家を目指す。長期的ビジョンとしては、地球外移住を見据えグリーンランドを「火星殖民のプロトタイプ」と位置付ける。しかし根本思想に白人至上主義や新植民地主義および優生学的思想が見て取れるとし批判の声もある。参加希望者はLinkedIn経歴と政治的思想を個人として提出する必要がある。ガバナンスは市民-株主による合議制を想定するという。
ティール個人としては、賛同した理由のひとつとして”自由と民主主義はもはや共存できない”という確信があり、民主主義が多様性や平等を重視するあまり規制を生み出し、非効率になっていると考え、才能ある個人の自由を最大限に尊重し、規制を排除すべきだという思想に基づいていると分析するアナリストもいる。また女性や貧困層にも投票権があることが問題であるという過激な意見も窺い知れる。

### Thiel Fellowship
2010年9月29日、Thiel Fellowshipを設立。これは、23歳未満の20人に年間10万ドルを授与し、「大学を中退して独自のベンチャーを立ち上げること」を奨励することを目的としたもので、 ティールによれば、多くの若者にとって、大学とは人生で進路がわからないときに進むべき道だという。
個人的にこれについて非常に罪深いことだと感じています。あなたは自分の人生をどうするか分からないので、大学の学位を取得します。その学位を使って何をするか分からないので、大学院の学位を取得します。私の場合、ロースクールでした。これは、他に何をすべきかわからないときに行う古典的なことです。大きな後悔はありませんが、もしやり直さなければならないなら、当時よりも未来について考えようと思います。… 個人的に破産しても学費のためのの借金から抜け出すことはできません。まるで年季奉公のような形であり、あなたの残りの人生と切り離すことはできません。
ティールが2012年以降、起業を目指す若者に問いかける”重要な問いかけ”があるという。または人々が内側から問うべき質問でもあるという。今の世の中では天才よりも勇気のある人のほうが不足していると主張する。相手が反対するようなことをあえて答えなくてはならないというのは、「新しいことをはじめるときの本質的な課題」だという。例えば第２のラリー・ペイジ（Googleの創業者）が現れても彼は検索エンジンを作ることはない、つまりその歴史上のその地点で”実は需要がある何か”を掴んでいなければならない。また以下の問いかけは起業するときだけではなく、国の舵取りやエンジニアリング的な発明をするときにもポジティブに作用すると考えているという。
賛成する人がほとんどいない、大切な真実はなんだろう？—ピーターティール

### Breakout Labs
2011年11月、「学術機関、大企業、政府の範囲外の革新的な研究に存在する資金不足を埋めるための」助成金作成プログラムであるBreakout Labsの設立を発表した。科学に焦点を合わせたスタートアップに「制限や条件に縛られることなく」最大35万ドルの助成金を提供する。2012年4月最初の助成団体を発表し、合計で12の新興企業が総額450万ドルの助成金を受け取った。最初に資金を受け取ったベンチャーの1つには、細胞組織イメージングプラットフォームである3Scanが含まれている。

### その他の活動
ティール基金はジャーナリスト保護委員会（CPJ）の支援者であり、報復を恐れることなくジャーナリストが自由にニュースを報告する権利を推進している。2008年から、ティールはCPJに100万ドル以上を寄付した。また、オスロフリーダムフォーラムを主催する人権財団の支援者でもある。2011年にはオスロフリーダムフォーラムでフィーチャースピーカーを務め、ティール基金はイベントのメインスポンサーの1つだった。
2011年、クライストチャーチ地震の犠牲者のための控訴基金に100万ニュージーランド・ドルを寄付した。
2015年からニュージーランドの永住権を取得し、ワナカ湖周辺の土地を買い占めている。いくつかの土地に、地下シェルターを建設中であるという。
2016年、友人であるサム・アルトマンは、ニューヨーカー誌に「人工ウイルスのパンデミックやAIの暴走、核戦争などが起きたときには、ティールとプライベートジェット機に乗ってニュージーランドに避難する約束をしたよ。あそこにはティールの所有地があるから」と語った。

### UFO調査研究
AIを使ってUFO由来の信号とノイズを選別する高度なデータベースの構築を目指している新興組織「Enigma Labs」や、ハーバード大学やスタンフォード大学が進めるUFO研究に対して資金提供をしていると複数のニュース記事によって取り沙汰された。

UFO問題は必ずしもエイリアンと関係するとは限らず、敵国が運用する無人機や遠隔操作可能な風船など乱雑する空域によって起こる国家安全保障問題と直結するため、国防総省や国家安全保障局も調査を始めている。

## 政治的見解・活動
右派リバタリアンとして知られ、思想的にはティールと協力関係にあるカーティス・ヤーヴィンが唱える新反動主義・暗黒啓蒙運動との親和性が指摘されている。2016年5月に、当時アメリカ大統領候補だったドナルド・トランプを支持する代議員リストに名前が登載されていることが明らかになった。
当初は、トランプと対立していたテッド・クルーズ（ティー・パーティやキリスト教原理主義者が支持）を支持していたが、トランプの娘婿で側近のジャレッド・クシュナーと知己を得てからはトランプ支持に変わったとされる。その当時、トランプ支持を公言するハイテク業界の大物は皆無だったが、ティールは批判も恐れず支援した。その甲斐あって11月には政権移行チームのメンバーに選任され、科学技術分野の他、財務省、商務省、国防省の人事に一定の影響力を及ぼすものとマスメディアからは見られた。また投資会社の友人であるマイケル・クラチオスを、ホワイトハウス科学技術政策局の局長に任命させた。
2024年大統領選挙においてトランプの副大統領候補に選出されたJ・D・ヴァンスとは投資会社時代からの友人であり、資金援助している。また、ヴァンスの上院選出馬に向けて設立されたPAC(政治活動団体)の「プロジェクトオハイオ・バリュー」に1000万ドルを寄付した。
トランプ支持の動機としては、これまでの「オバマ政権の機能不全」と、イラク戦争、シリアへの攻撃など間違った戦争を支持したヒラリー・クリントンには大統領の資格がないということを挙げていた。
経済的には、同じ土俵で競争しないという良い意味での「独占」を目指すべきだと主張している。
また、分権化をもたらす「リバタリアニズム的な暗号通貨」に対して、人工知能の技術は「共産主義的な中央集権」をもたらすと評している。
シリコンバレーを「1940年代の原子物理学者よりも真実を隠している」と批判し、人工知能の技術をめぐって「中国（清華大学やテンセント）と協力するグーグルは国家への反逆者」と主張した。これを受け、トランプ大統領はアメリカ合衆国司法長官にグーグルへの捜査を求めた。Google傘下のDeepMindの技術が、清華大学を通じて中国人民解放軍及び軍事研究院に流れていると危惧している。
2011年に未来に関する自身のエッセイ「The End of Future」を執筆、公開した。同著で、人類の科学＆技術革新は停滞しており、”技術革新の停滞”が今日における米国や欧州の景気低迷及び経済の停滞を招いていると分析している。2019年、UCLAで開催されたパネルディスカッション「インターネット生誕50年」にて「米国や西欧及び日本は先進国だが、いずれの国もイノベーションが見られない。私たちは終わっている。」と発言。
空飛ぶクルマを望んでいたのに、手にしていたのは140文字(Twitter)だ—2011年 宣言文のサブタイトル、「未来に何が起こったか?」- Founders Fund
確かに情報の世界では、コンピューター、ソフトウェア、インターネット、モバイル技術で多くの革新があったと思う。 

しかし原子、超音速輸送、宇宙開発、新エネルギー、新しい医療機器の世界ではそれほど多くない。—タイラーコーエンとの対談
自身の見解では、デジタルの発展をのぞけば、物質的な進歩は20世紀半ばから止まってしまっているという。ビットの世界では進歩が続いたが狭い領域での進歩に過ぎず、しかもこうしたテクノロジーは内面的であり、個人のアトム化（社会との関係が希薄になること）を推し進め人を内向きにさせるものだったという。宇宙輸送やプラスチック、抗生物質といった生活そのものを変えるような技術進歩は1970年代までに完了しその後は改良と改善といった漸進的な進化に留まっていることを懸念している。上記にある”空飛ぶクルマを望んでいたのに...”諸々の言及は、あくまで例え話であり”小型原子力電池が各家庭に欲しかったのに...手にしていたのは○○だ”と言い換えることもできる。
米国と西欧の金融財界政治エリート、大企業取締役、国家軍部が集まる年次総会「ビルダーバーグ会議」の常連であり、運営委員会のメンバーである。この会議に対して、「ビルダーバーグ会議が素晴らしいのは、政治的に正反対の立場にある人たちを結束させるところである」と評した。また、この会議は陰謀論の中心として話題によく挙げられ、陰謀論者の批判の的となることがあるが、そういった論調、世界の陰謀論に対して、「この会議に参加する中、私はむしろ"計画"そして"戦略"といったものが存在しないことに強い印象を受けた。世界には陰謀説が溢れているが、古風な陰謀などはほとんど存在しない。計画を立てて遠い将来について深く考える政治指導者は、中国の指導部(中国共産党中央政治局常務委員会)くらいのものだろう。衝撃なのは、実際には我々に何の計画もないということだ」と言及した。
また、西側諸国全体が結束できておらず、漂流と分断が進んでいると分析している。加えて、米国や欧州政府のシステムの動脈硬化があまりに進んでおり、既存の法制度が技術の進歩を阻害しているという見解を示した。今後は先進国がこれまで以上に発展できる方法を探すべきという、IT産業からの転換を提案するような考えをもっているようである。
2021年11月、COSM2021での公演で「汎用人工知能への道のりは思ったより遠く、ラリーやイーロンのような億万長者は情熱を失っている」とした上で、「人々はAGIよりも監視用AIについて心配すべきである」と言及し、翌年11月のCOSM2022では「TikTokは基本的に、興味思想が分散化されて高まった矛盾によって我々を混乱させることを目的とした武器である」「多元宇宙論からシミュレーション仮説への移行は、コンピューター科学者と物理学者の現実の本質に関しての認識対立の結果」と発言した。
2022年11月4日、スタンフォード大学でのカンファレンスで、「人々はmRNAワクチンの技術に不快感を持っている。それは生物兵器開発の技術ととても近い距離にあるから」「科学技術の危険性よりも全体主義(政治体制)の危険性のほうが遥かに高い。」「米国は45年以上原子力関連技術に対して革新を起こせなかった」と発言。
2025年6月、New YorkTimesが企画しているInteresting Timesと題したポットキャスト内で「アルツハイマー認知症に対する創薬は間違った科学ベースで40年間続けられ進歩が見られなかった。」「AIの賢さを測るとき、IQやElo Scoreばかり気にするが、地政学や経済に影響を与えられないならAGIではない。」「誰かが危険なAIを作成しようとすることを阻止するため、全てのユーザーのキー入力を記録して監視する世界統一政府が必要かどうか検討する必要がある。」「イーロンは今も火星移住に本気かどうか疑問」と発言した。

## 出版物
2009年、ティールは「The Education of a Libertarian」という記事をリバタリアン系のシンクタンクケイトー研究所のブログに寄稿した。この記事でティールは、自分は「自由と民主主義が両立する」とはもはや信じていない、と言った。Adam Rogersは、この論考が政府効率化省（DOGE）プロジェクトの下敷きとなったと論じている。

## 日本について
経済同友会によるラウンドテーブル2020にて、日本についての次のようなコメントをした。
「日本は20世紀で一番うまく機能した社会ではないか？日本はあまりにもうまく機能していたから、仮にコンピューターが１台もなくなったとしても、先進国の中で唯一機能し続ける国だとも思う。でもその当時、IT革命があったら、さらにもう一段高い次元に行けたわけです。」
「2005年ごろ、日本は課題先進国だといわれてたがそれは日本特有のものではなく、少子高齢化や財政問題は先進国共通のもの。ヨーロッパや米国にも根深い停滞感がある。米国やドイツと比べて日本はこういった課題にうまく対処している。日本にはたくさんユニークなものがあり、自国の文化を守っているし、良い形で温存されている。これは貴重なことだと思うようになった。」
「欧米社会はあまりにも均質化しすぎており、均質化すると効率は上がるが、クリエイティビティは下がる。日本にはクリエイティビティがある。」
また、2016年にはルーズベルト大学(American Dream Reconsidered 2016)での講演で次のようなコメントをした。
「日本は西側諸国を模倣することをやめた。」
日本におけるピーターティール氏に関連する報道としては、NHK BS、テレビ東京、BS-TBSといったメディアが2017年以降取り上げている。